# Gnamptogenys fieldi
Gnamptogenys fieldi är en myrart som beskrevs av John E. Lattke 1990. Gnamptogenys fieldi ingår i släktet Gnamptogenys och familjen myror. Inga underarter finns listade i Catalogue of Life.

## Bildgalleri

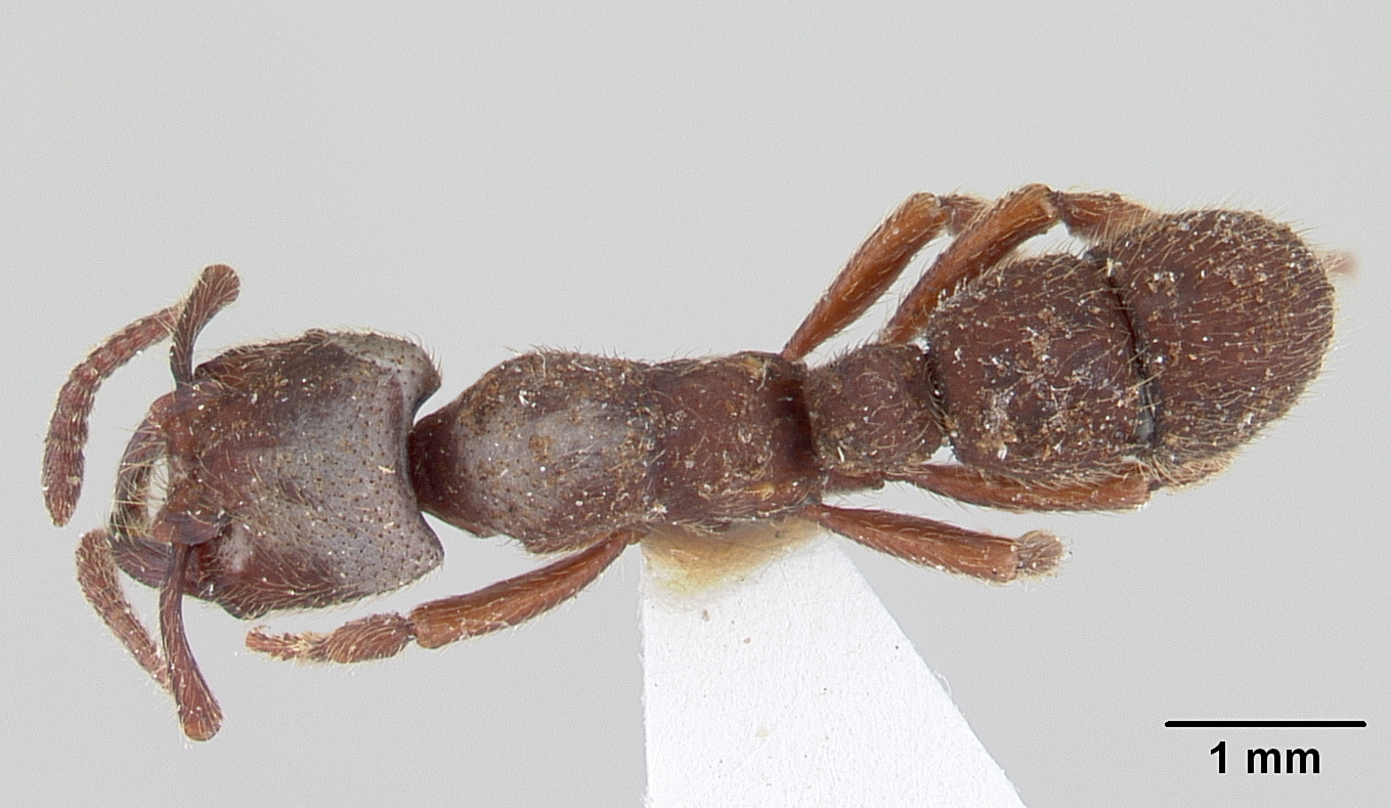
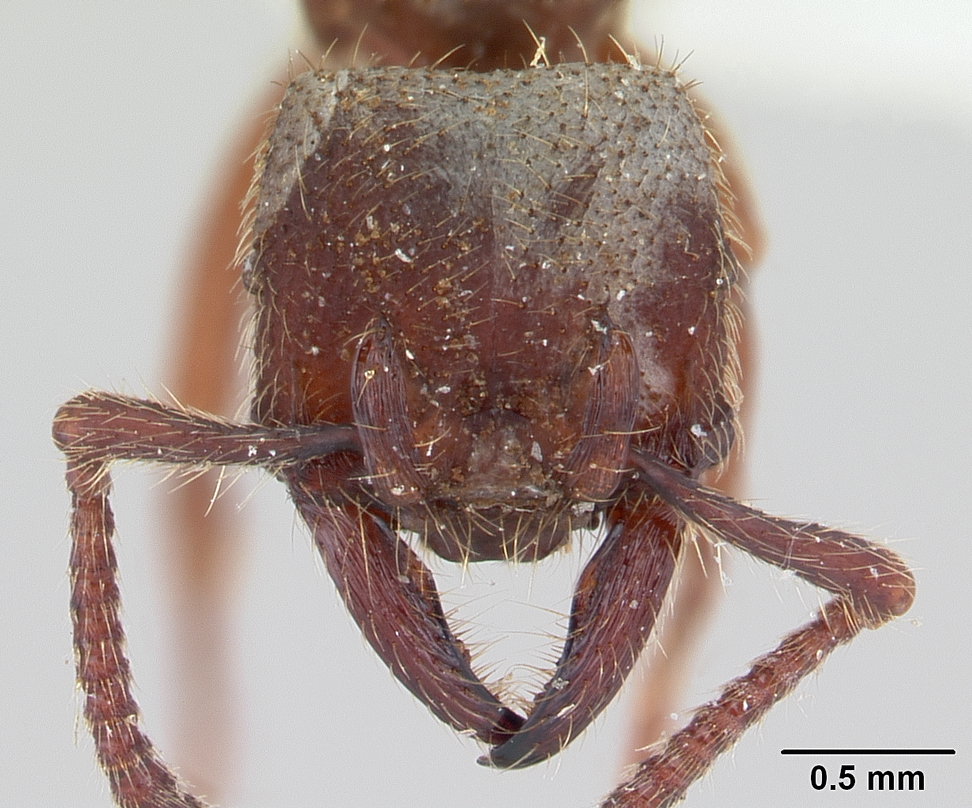
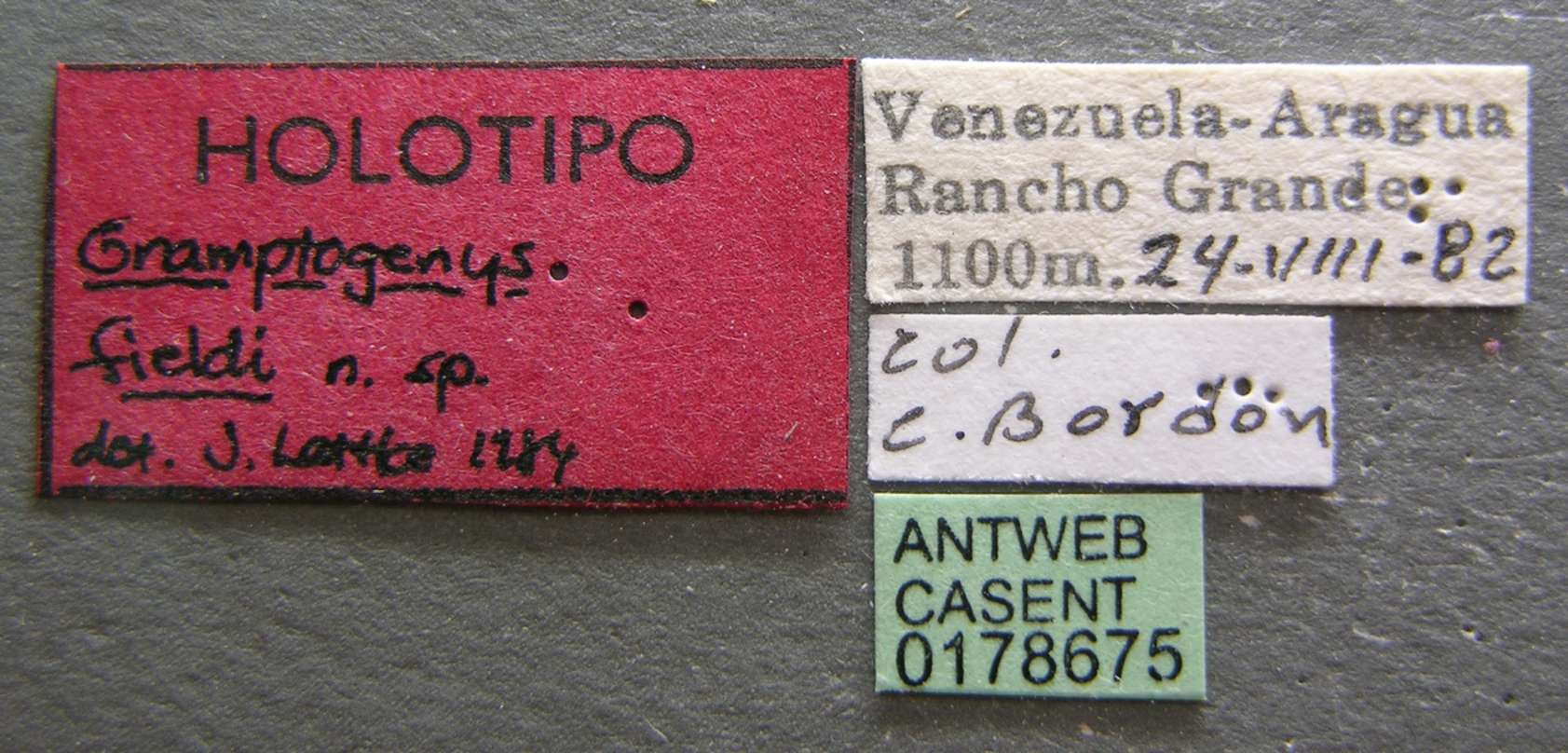
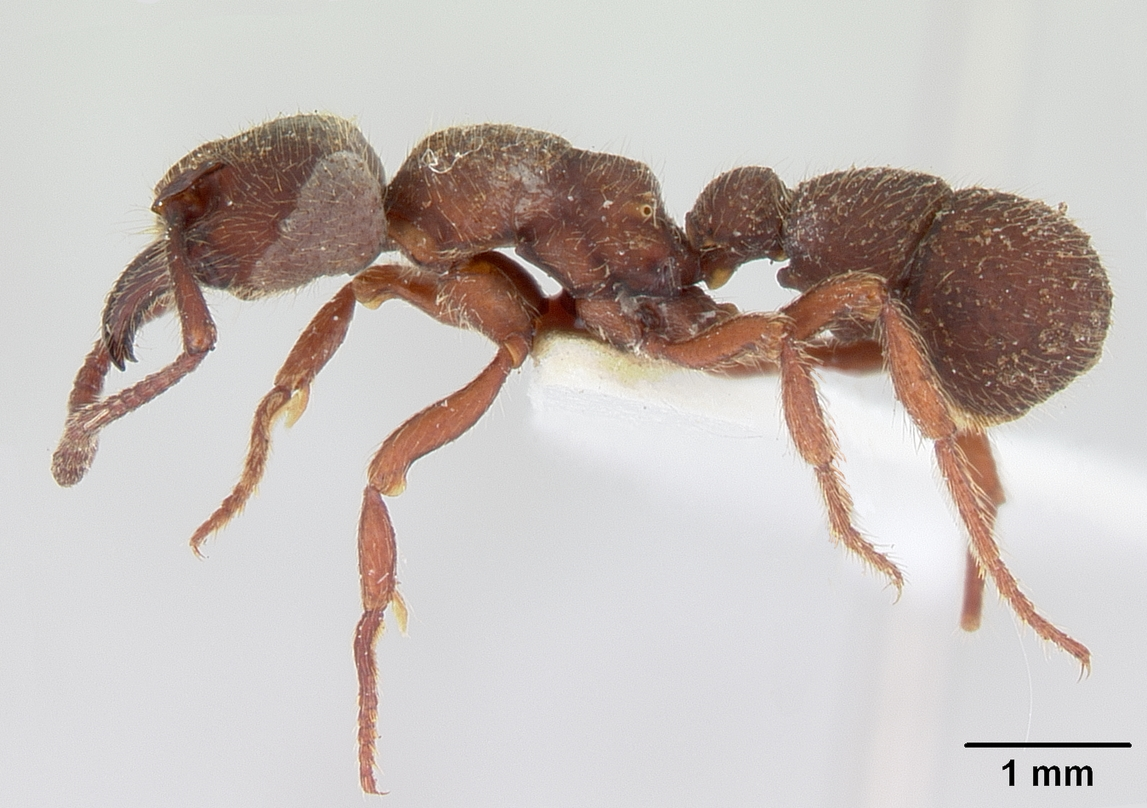